# Cymbalophora
Cymbalophora là một chi bướm đêm thuộc phân họ Arctiinae, họ Erebidae.

## Các loài
- Cymbalophora haroldi
- Cymbalophora oertzeni
- Cymbalophora powelli
- Cymbalophora pudica
- Cymbalophora rivularis